# Памплемус (футбольний клуб)
Футбольний клуб «Памплемус» (англ. Pamplemousses Sporting Club) — маврикійський професійний футбольний клуб, який базується в селищі Бель-В'ю-Арель в окрузі Памплемус. Клуб був заснований у 2000 році, та грає домашні матчі на стадіоні «Стад Анжалай» місткістю 16 тисяч глядачів. «Памплемус» грає в Прем'єр-лізі Маврикію, найвищому дивізіоні країни, та 6 разів ставав чемпіоном країни, клуб також 4 рази ставав володарем Кубка Маврикію.

## Титули і досягнення
- Чемпіон Маврикію (6): 2005—2006, 2010, 2011—2012, 2016—2017, 2017—2018, 2018—2019
- Володар Кубка Маврикію (4): 2009, 2016, 2018, 2024
- Володар Республіканського Кубку Маврикію (7): 2010, 2011, 2012—2013, 2016—2017, 2019, 2020, 2022—2023